# Clamp (ADN)
Pour les articles homonymes, voir Clamp (homonymie).

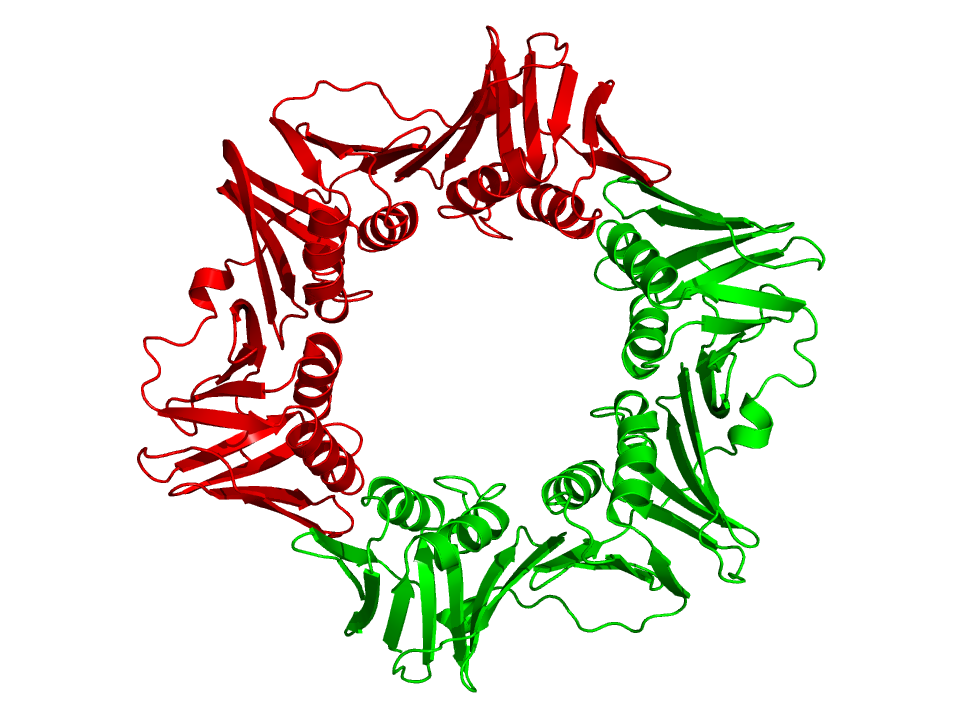
Clamp β d'E. coli.

En biologie moléculaire, on appelle clamp à ADN un motif structurel caractéristique de certaines protéines et enzymes intervenant dans la réplication de l'ADN en favorisant la processivité de ce processus. Constituant indispensable du réplisome formé par l'holoenzyme de l'ADN polymérase III chez les bactéries, le clamp se lie à l'ADN polymérase et l'empêche de se dissocier du brin d'ADN à répliquer. Les interactions clamp-polymérase sont plus intenses et plus spécifiques que les interactions directes entre le brin d'ADN modèle et la polymérase. Cette dernière étant un des paramètres limitants de la synthèse de l'ADN, la présence d'une telle pince à ADN accroît considérablement le nombre de nucléotides qu'une polymérase est susceptible d'ajouter à un brin d'ADN en cours de croissance avant de se dissocier du brin modèle, jusqu'à trois ordres de grandeur (facteur 1000) par rapport à une polymérase non processive.
Le clamp est constitué d'un ensemble d'hélices α et de feuillets β assemblés en formant une structure polymérique qui encercle complètement la double hélice d'ADN pendant que la polymérase ajoute des nucléotides sur le brin en cours de croissance. Cette structure s'assemble sur l'ADN au niveau de la fourche de réplication et glisse le long de l'ADN au fur et à mesure que la polymérase progresse, une couche de molécules d'eau située entre l'ADN et la protéine facilitant la progression de l'ensemble. La double hélice d'ADN ne peut pas se dégager du clamp sans dissocier celui-ci en monomères.
On trouve de tels clamps chez les bactéries, les archées, les eucaryotes et certains virus. Chez les bactéries, il s'agit d'un homodimère constitué de deux sous-unités β de l'ADN polymérase III, de sorte qu'on l'appelle clamp β. Chez les archées et les eucaryotes, il s'agit d'un trimère constitué de trois molécules de PCNA. Le phage T4 utilise également un clamp, appelé gp45, qui est un trimère dont la structure est semblable à celle du PCNA mais dont la séquence est cependant différente à la fois du PCNA et du clamp β.
| Domaine    | Protéine de clamp                    | Degré d'agrégation | ADN polymérase associée |
| ---------- | ------------------------------------ | ------------------ | ----------------------- |
| Bactéries  | Sous-unité β de l'ADN polymérase III | Dimère             | ADN polymérase III      |
| Archées    | PCNA archéen                         | Trimère            | ADN polymérase ε        |
| Eucaryotes | PCNA                                 | Trimère            | ADN polymérase δ        |
| Virus      | gp43 / gp45                          | Trimère            | Pol RB69 / Pol T4       |

Les clamps sont chargés sur l'ADN à répliquer par des protéines spécialisées appelées « chargeurs de clamp », qui assurent également leur désassemblage une fois la réplication terminée. Les sites de liaison pour ces protéines d'initiation se superposent à ceux liant l'ADN polymé- rase au clamp, de sorte que ce dernier ne peut pas se lier en même temps à la polymérase et à son chargeur. C'est la raison pour laquelle le chargeur ne peut pas désassembler le clamp tant que ce dernier demeure lié à la polymérase.
Les clamps peuvent également se lier à d'autres facteurs intervenant dans l'homéostase génomique, tels que les facteurs d'assemblage des nucléosomes, les ADN ligases des fragments d' Okazaki et les protéines de réparation de l'ADN. Toutes ces protéines partagent un site de liaison sur le clamp qui se superpose à celui du chargeur, de sorte que le clamp ne peut pas être dissocié tant que l'une de ces enzymes demeure active sur l'ADN. Le fonctionnement du chargeur de clamp requiert l'hydrolyse d'une molécule d'ATP pour refermer le clamp autour de l'ADN.